# Рујиште (Бољевац)
Рујиште је насеље у Србији у општини Бољевац у Зајечарском округу. Према попису из 2022. било је 206 становника (према попису из 1991. било је 601 становника).

## Демографија
У насељу Рујиште живи 415 пунолетних становника, а просечна старост становништва износи 51,6 година (48,2 код мушкараца и 54,9 код жена). У насељу има 144 домаћинства, а просечан број чланова по домаћинству је 3,26.
Ово насеље је великим делом насељено Србима (према попису из 2002. године), а у последња три пописа, примећен је пад у броју становника.
|  |

| Демографија | Демографија | Демографија |
| Година      | Становника  | Становника  |
| ----------- | ----------- | ----------- |
| 1948.       | 945         |             |
| 1953.       | 949         |             |
| 1961.       | 942         |             |
| 1971.       | 868         |             |
| 1981.       | 743         |             |
| 1991.       | 601         | 599         |
| 2002.       | 470         | 476         |

| Етнички састав према попису из 2002.‍ | Етнички састав према попису из 2002.‍ | Етнички састав према попису из 2002.‍ | Етнички састав према попису из 2002.‍ | Етнички састав према попису из 2002.‍ |
| ------------------------------------ | ------------------------------------ | ------------------------------------ | ------------------------------------ | ------------------------------------ |
|                                      |                                      |                                      |                                      |                                      |
| Срби                                 | Срби                                 |                                      | 461                                  | 98,08%                               |
| непознато                            | непознато                            |                                      | 8                                    | 1,70%                                |

| Година пописа     | 1948. | 1953. | 1961. | 1971. | 1981. | 1991. | 2002. |
| ----------------- | ----- | ----- | ----- | ----- | ----- | ----- | ----- |
| Број домаћинстава | 208   | 204   | 198   | 184   | 170   | 166   | 144   |

| Број чланова      | 1  | 2  | 3  | 4  | 5 | 6 | 7 | 8 | 9 | 10 и више | Просек |
| ----------------- | -- | -- | -- | -- | - | - | - | - | - | --------- | ------ |
| Број домаћинстава | 22 | 35 | 44 | 13 | 8 | 8 | 9 | 2 | 3 | 0         | 3,26   |

| Пол    | Укупно | Неожењен/Неудата | Ожењен/Удата | Удовац/Удовица | Разведен/Разведена | Непознато |
| ------ | ------ | ---------------- | ------------ | -------------- | ------------------ | --------- |
| Мушки  | 201    | 37               | 135          | 24             | 5                  | 0         |
| Женски | 224    | 16               | 135          | 71             | 2                  | 0         |
| УКУПНО | 425    | 53               | 270          | 95             | 7                  | 0         |

| Пол    | Укупно                    | Пољопривреда, лов и шумарство | Рибарство                            | Вађење руде и камена | Прерађивачка индустрија       |
| ------ | ------------------------- | ----------------------------- | ------------------------------------ | -------------------- | ----------------------------- |
| Мушки  | 114                       | 51                            | 0                                    | 20                   | 8                             |
| Женски | 66                        | 51                            | 0                                    | 1                    | 0                             |
| УКУПНО | 180                       | 102                           | 0                                    | 21                   | 8                             |
| Пол    | Производња и снабдевање   | Грађевинарство                | Трговина                             | Хотели и ресторани   | Саобраћај, складиштење и везе |
| Мушки  | 0                         | 8                             | 2                                    | 4                    | 3                             |
| Женски | 0                         | 0                             | 1                                    | 3                    | 0                             |
| УКУПНО | 0                         | 8                             | 3                                    | 7                    | 3                             |
| Пол    | Финансијско посредовање   | Некретнине                    | Државна управа и одбрана             | Образовање           | Здравствени и социјални рад   |
| Мушки  | 0                         | 3                             | 1                                    | 6                    | 1                             |
| Женски | 0                         | 0                             | 0                                    | 4                    | 1                             |
| УКУПНО | 0                         | 3                             | 1                                    | 10                   | 2                             |
| Пол    | Остале услужне активности | Приватна домаћинства          | Екстериторијалне организације и тела | Непознато            | Непознато                     |
| Мушки  | 1                         | 0                             | 0                                    | 6                    | 6                             |
| Женски | 0                         | 0                             | 0                                    | 5                    | 5                             |
| УКУПНО | 1                         | 0                             | 0                                    | 11                   | 11                            |